# جيش أحرار العشائر
جيش أحرار العشائر، الذي كان يطلق عليه سابقًا القيادة الجنوبية وتجمع أحرار عشائر الجنوب، هو تحالف سوري معارض تابع للجيش السوري الحر وكان يرأسه العميد إبراهيم فهد النعيمي. وتلقت الجماعة الدعم من الأردن وكانت تعمل في درعا، القنيطرة، وأجزاء من محافظة السويداء.

## التاريخ
أنشئت القيادة الجنوبية للجيش السوري الحر في 5 سبتمبر 2014 في محافظة القنيطرة. هدد قائد الجماعة، العميد إبراهيم فهد النعيمي، باعتقال أي متمرد ينشق عن الجماعة.
وأفادت التقارير في 3 نوفمبر 2014 أن القيادة الجنوبية أقنعت جبهة النصرة بمغادرة قريتي غدير البستان و‌قصيبة في محافظة القنيطرة، على بعد أميال من مرتفعات الجولان.

## الجماعات المنضوية
- الفرقة 70
- اللواء 71 مشاة
- اللواء 72 مشاة
- اللواء 73 مشاة
- الفرقة 90
- اللواء 91
- اللواء 92
- اللواء 93
- اللواء 94
- اللواء 95
- كتيبة الدبابات 911
- كتيبة الهندسة الفرقة 50
- اللواء 51
- اللواء 52
- اللواء 53
- كتيبة فرسان الشريعة
- كتيبة مغاوير حوران
- لواء شهداء نوى
- لواء أحرار نوى
- لواء عمر المختار
- لواء أنصار الحق
- لواء غزة الحوران
- لواء فاروق الجنوب 15 نخبة
- لواء عاصفة حوران
- لواء حمص الوليد
- اللواء 305 مشاة
- كتيبة المهام الخاصة[1]